# Freie Kräfte Schwalm-Eder
Die Freien Kräfte Schwalm-Eder sind ein loser Zusammenschluss von etwa 25–30 Personen, die der Neonazi-Szene zuzurechnen sind. Sie haben sich im nordhessischen Schwalm-Eder-Kreis unter anderem durch verbale, aber auch tätliche Angriffe mit teilweise schweren Körperverletzungen auf Gruppen des linken Spektrums, auch gegen Polizeibeamte und unpolitische Gruppen und Einzelpersonen sowie durch Flugblatt- und Aufkleberaktionen hervorgetan. Im Jahr 2010 wurden einige Mitglieder wegen verschiedener Gewaltdelikte aus dem Vorjahr verurteilt.
Die Gruppe steht den Autonomen Nationalisten nahe, wird laut Berichten des hessischen Verfassungsschutzes als gewaltbereit und aggressiv eingeschätzt und aufgrund ihres Gewaltpotentials auch im Bericht 2011 erwähnt.
Bundesweit bekannt wurden sie durch einen Angriff auf ein Sommerlager der Linksjugend ['solid], bei dem ein Täter ein schlafendes 13-jähriges Mädchen mit einem Klappspaten schwer verletzte. Erkenntnisse unter anderem aus dem Untersuchungsausschuss zur Mordserie des „Nationalsozialistischen Untergrundes“ (NSU) belegen Kontakte von Kevin S., dem Haupttäter des Angriffs auf das Sommerlager der Linksjugend, zu Ralf Wohlleben, dem ehemaligen stellvertretenden Landesvorsitzenden der NPD Thüringen. Dieser soll den Mitgliedern des Nationalsozialistischen Untergrunds eine Waffe und Munition für deren Morde verschafft haben. Nach Verbüßung seiner Haftstrafe hat sich Kevin S. nach eigenen Angaben von der rechten Szene losgesagt.
Die Mitglieder der Gruppe traten im Jahr 2012 zunehmend weniger in der Öffentlichkeit auf, sie hatten sich nach Einschätzung von Beobachtern der Szene mehr ins Private zurückgezogen. Dazu gehört auch die Gestaltung ihrer Internetseite, in die seit Mitte 2011 keine neuen Inhalte mehr eingestellt wurden (siehe Weblinks).
Seit 2015 scheinen Aktive nunmehr bei Aktionen der islamophoben Kasseler Kagida aufzutreten.